# Ansa Ikonen

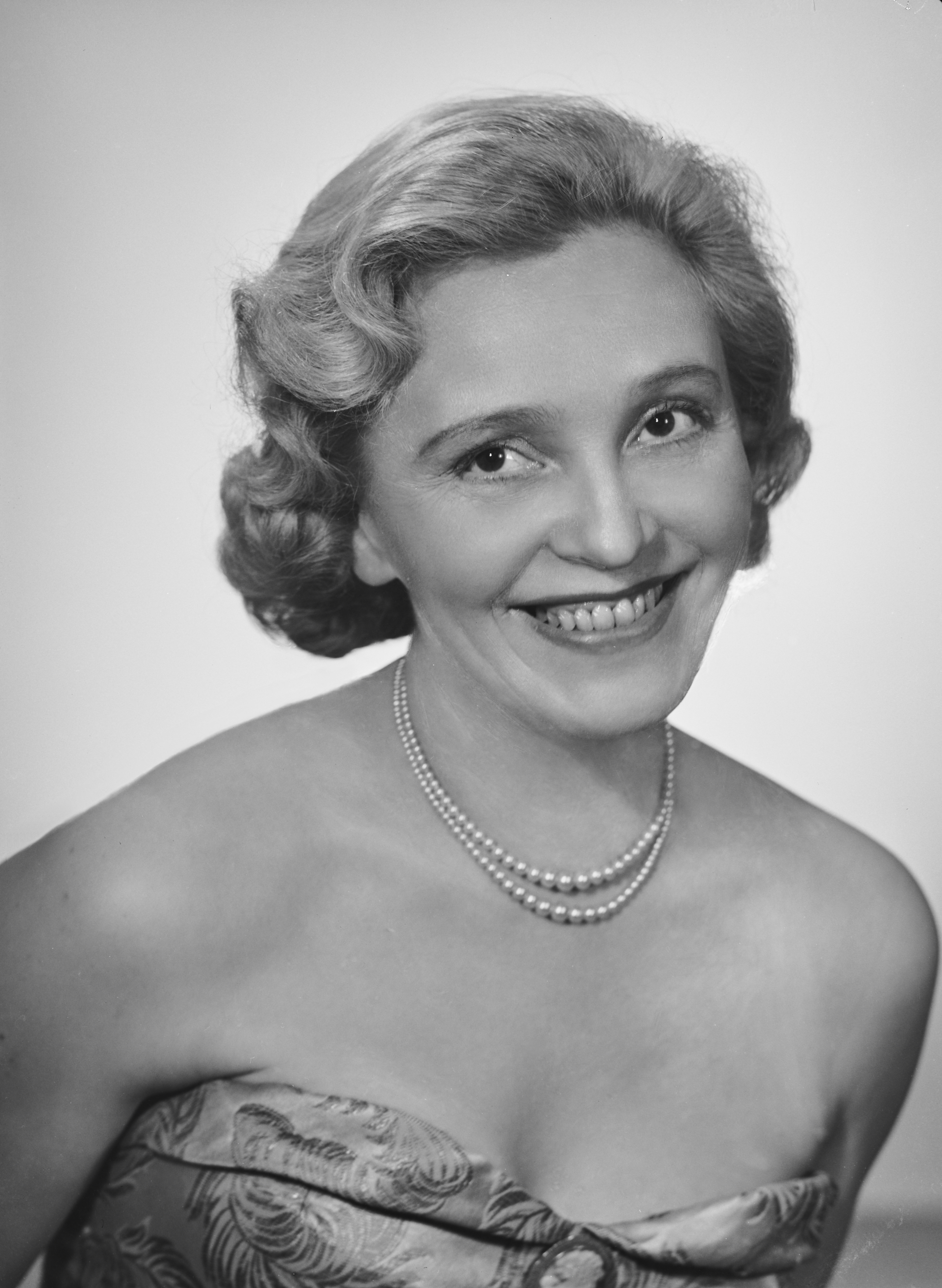
Ansa Ikonen 1957.

Aili Ansa Inkeri Ikonen-Rinne, född Ikonen 19 december 1913 i Sankt Petersburg, död 23 maj 1989 i Helsingfors, var en finländsk skådespelare, regissör och sångerska. Hon var en av Finlands mest populära och aktade skådespelare.

## Biografi
Efter studierna utexaminerades Ikonen som sångpedagog, men bibehöll sin dröm om att bli filmskådespelare. Hon studerade framföringsteknik hos Hilja Jorma och medverkade senare i filmen Valentin Vaala tillsammans med Tauno Palo. De båda skådespelarna utvecklade ett långvarigt samarbete inom såväl Suomi-Filmi som Suomen Filmiteollisuus. Från 1935 till 1979 verkade Ikonen vid Finlands nationalteater. År 1944 tilldelades Ikonen Jussistatyetten för bästa kvinnliga huvudroll i filmen Vavaisukon morsian och tilldelades 1964 Pro Finlandia-medaljen.
Under 1940- och 1950-talen gjorde Ikonen sommarturnéer runt Finland och medverkade i totalt 47 filmer. Åren 1940 och 1974 gjorde Ikonen elva skivinspelningar tillsammans med Tauno Palo med sånger av bland andra J. Alfred Tanner, Rafael Ramstedt, George de Godzinsky och Eine Laine. Under inspelningarna från år 1940 medverkade Dallapéorkestern.
Ikonen var från 1939 gift med skådespelaren Jalmari Rinne och utgav 1980 memoarboken Tähtiaika.